# Даешти (Даешти)
Даешти (рум. Dăești) насеље је у Румунији у округу Валча у општини Даешти. Oпштина се налази на надморској висини од 296 m.

## Становништво
Према подацима из 2002. године у насељу је живело 998 становника, од којих су сви румунске националности.